# Rayos Zahl
Rayos Zahl, benannt nach dem mexikanischen Philosophieprofessor Agustín Rayo, ist eine Zahl, von der behauptet wurde, sie sei die größte benannte Zahl. Ursprünglich wurde sie definiert infolge eines „Big Number Duel“ am Massachusetts Institute of Technology (MIT) am 26. Januar 2007.

## Definition
Die Definition von Rayos Zahl ist eine Variation folgender Definition:
Die kleinste Zahl, die größer ist als jede endliche Zahl, benannt nach einem Satz der Sprache der Prädikatenlogik erster Stufe mit einem Googol Symbolen oder weniger.
Eine ursprüngliche Definition, welche später präzisiert wurde, lautet: „Die kleinste Zahl, die größer ist, als jede Zahl, die durch die Prädikatenlogik erster Stufe definiert wurde weniger als einer Googol Symbole hat“.

Die formale Definition der Rayo Zahl benutzt die Prädikatenlogik zweiter Stufe, wobei [φ] eine Gödelisierung und s eine Variablenzuweisung ist:

Für alle R {

{für eine (codierte) Formel [ψ] und eine Variablenzuweisung t

(R([ψ],t) ↔

(([ψ] = „xi ∈ xj“ ∧ t(xi) ∈ t(xj)) ∨

([ψ] = „xi = xj“ ∧ t(xi) = t(xj)) ∨

([ψ] = „(~θ)“ ∧ ∼R([θ],t)) ∨

([ψ] = „(θ∧ξ)“ ∧ R([θ],t) ∧ R([ξ],t)) ∨

([ψ] = „∃xi (θ)“ und, für eine

 xi-Variante t' von t, R([θ],t'))

)}   →

R([φ],s)}

Anhand dieser Formel lässt sich Rayos Zahl folgendermaßen definieren:
Die kleinste Zahl, die größer ist als jede endliche Zahl m, mit der folgenden Eigenschaft: Es gibt eine Formel φ(x1), in der Sprache der Prädikatenlogik erster Stufe (wie repräsentiert in der Definition Sat) mit weniger als einem Googol Symbolen und x1 als seine einzige freie Variabel, sodass: (a) es gibt eine Variablenzuweisung s, die m x1 zuweist, sodass Sat([φ(x1)],s) und (b) für jede Variablenzuweisung t, wenn Sat([φ(x1)],t), dann weist t, x1 m zu.

## Erklärung
Die Rayos Zahl wird in einer formalen Sprache definiert, sodass:
- „xi∈xj“ und „xi=xj“ atomare Formeln sind.
- Wenn θ eine Formel ist, dann ist „(~θ)“ eine Formel (die Negation von θ).
- Wenn θ und ξ Formeln sind, dann ist „(θ∧ξ)“ eine Formel (die Konjunktion von θ und ξ).
- Wenn θ eine Formel ist, dann ist „∃xi(θ)“ eine Formel (Existenzaussage).

Anzumerken ist, dass es nicht erlaubt ist die Klammern zu entfernen. Zum Beispiel muss man „∃xi((~θ))“ schreiben, anstatt „∃xi(~θ)“.
Es ist möglich, die fehlende logische Verknüpfung in dieser Sprache auszudrücken:
- Disjunktion: „(θ∨ξ)“ als „(~((~θ)∧(~ξ)))“.
- Subjunktion: „(θ⇒ξ)“ als „(~(θ∧(~ξ)))“.
- Bikonditional: „(θ⇔ξ)“ als „((~(θ∧ξ))∧(~((~θ)∧(~ξ))))“.
- Allaussage: „∀xi(θ)“ als „(~∃xi((~θ)))“.

Die Definition betrifft Formeln in dieser Sprache, die nur eine freie Variable x1 haben. Genau dann wenn eine Formel mit der Länge n erfüllt ist  und nur wenn x1 gleich der finiten Ordinalzahl k ist, sagen wir die Formel ist eine „Rayo Zeichenfolge“ für k, und dass das k  mit n vielen Stellen „Rayo-benennbar“ ist. Somit ist Rayo(n) definiert als das kleinste k, das größer ist, als alle Rayo-benennbaren Zahlen mit n vielen Stellen.

## Beispiele
Um die 0 Rayo zu benennen, welches die leere Menge ist, kann man schreiben „(¬∃x2(x2∈x1))“, was zehn Stellen hat. Es kann gezeigt werden, dass dies die optimale Rayo Zeichenfolge für 0 ist. Analog dazu ist (∃x2(x2∈x1)∧(¬∃x2((x2∈x1∧∃x3(x3∈x2))))) mit 30 Stellen die optimale Rayo Zeichenfolge für 1. Ergo ist Rayo(n)=0 für 0≤n<10 und Rayo(n)=1 für 10≤n<30.
Des Weiteren kann gezeigt werden, dass Rayo(34+20n)>n und dass Rayo(260+20n)>n2.